# Gary D. Roach
Gary D. Roach, né en 1964 et souvent crédité Gary Roach, est un monteur américain connu pour avoir collaboré avec Clint Eastwood dans 12 de ses films.

## Carrière
Gary Roach a commencé sa carrière en 1997 comme un apprenti monteur sur le film de Clint Eastwood, Les Pleins Pouvoirs, puis il enchaine avec d'autres films de Eastwood comme Minuit dans le jardin du bien et du mal (1997). Gary Roach était un rédacteur en chef adjoint et fit même partie de l'équipe  de tournage de Clint Eastwood, au côté Joel Cox et crédité en tant que monteur dans Jugé coupable, Space Cowboys, Créance de sang, Mystic River, Million Dollar Baby et Mémoires de nos pères. Il ne fut pas crédité dans le film Catwoman (2004). C'est en 2003 qu'il quitte temporairement les films sous la direction de Clint Eastwood pour monter le documentaire de Martin Scorsese, The Blues. Gary Roach a ensuite  poursuivi l'édition d'autres documentaires, tels que Le Music Never Ends (2007). Il revient au côté de Clint Eastwood en 2006 pour son film Lettres d'Iwo Jima, et monte le film avec l'aide de Joel Cox. Il a aussi monté le film Rails & Ties pour Alison Eastwood en 2007. En 2008, Gary Roach travaille avec Joel Cox sur deux films de Eastwood, Gran Torino et L'Échange, film grâce auquel, lui et Joel Cox, ont reçu une nomination pour l'édition 2009 de la BAFTA pour le prix du meilleur montage.

## Filmographie
- 1997 : Eastwood After Hours: Live at Carnegie Hall (TV) de Bruce Ricker
- 1997 : Les Pleins Pouvoirs de Clint Eastwood
- 1997 : Minuit dans le jardin du bien et du mal de Clint Eastwood
- 1998 : Monterey Jazz Festival: 40 Legendary Years (TV) de Will Harper
- 1999 : Jugé coupable de Clint Eastwood
- 2000 : Space Cowboys de Clint Eastwood
- 2002 : Créance de sang de Clint Eastwood
- 2003 : Mystic River de Clint Eastwood
- 2003 : The Blues de Martin Scorsese
- 2004 : Catwoman de Pitof
- 2004 : Million Dollar Baby de Clint Eastwood
- 2005 : Budd Boetticher: A Man Can Do That (TV) de Bruce Ricker
- 2006 : Lettres d'Iwo Jima de Clint Eastwood
- 2006 : Mémoires de nos pères de Clint Eastwood
- 2007 : Rails & Ties de Alison Eastwood
- 2007 : Tony Bennett: The Music Never Ends de Bruce Ricker
- 2008 : L'Échange de Clint Eastwood
- 2008 : Gran Torino de Clint Eastwood
- 2009 : Invictus de Clint Eastwood
- 2010 : Au-delà (Hereafter) de Clint Eastwood
- 2011 : J. Edgar de Clint Eastwood
- 2012 : Une nouvelle chance (Trouble with the Curve) de Robert Lorenz
- 2014 : Jersey Boys de Clint Eastwood (avec Joel Cox)
- 2015 : American Sniper de Clint Eastwood (avec Joel Cox)
- 2024 : Arthur the King de Simon Cellan Jones